# いきいきバス (いちき串木野市)
いきいきバスは、鹿児島県いちき串木野市が運行するコミュニティバスの愛称である。
なお、本項では事前予約制乗合タクシー「いきいきタクシー」についても詳述する。

## 概要

### いきいきバス
生活路線として、月・水・金の各曜日に運行する羽島・荒川線と火・木・土の各曜日に運行する木原墓地線の2系統であるが、日曜日及び1月1日～1月3日の間は運休となる。

### いきいきタクシー
旭線と冠岳・生福・上名線と川上・大里線の3系統の事前予約制の過疎地型乗合タクシーであるが、日曜日及び1月1日～1月3日の間は運休となる。

### 沿革
- 2001年4月 旧串木野市循環バス「いきいきバス」が運行開始。
- 2005年10月 旧串木野市と旧日置郡市来町の新設合併に伴い、いちき串木野市循環バス「いきいきバス」として引き継ぐ。
- 2006年11月 市来地域のコースが運行開始、同時に日曜日運行コースも変更される。
- 2009年7月13日 運行コースの見直しなどで、日曜日及び1月1日 - 1月3日の間は運休となった。
- 2011年12月1日
  - 運行ルートなどの見直しなどで、車両の小型化及び市来地域の路線が廃止となった。
  - 市来地域(串木野地域の海瀬公民館地区を含む)で事前予約制の「いきいきタクシー」が運行開始。
- 2019年10月1日
  - 運行ルートなどの見直しなどで、串木野東部地域の路線が廃止となった。
  - 串木野東部地域郊外と串木野市街地を結ぶ事前予約制の「いきいきタクシー」が運行開始。
- 2020年4月1日
  - 運行ルートなどの見直しなどで、「いきいきバス」芹ケ野線が廃止となった。
  - 事前予約制の「いきいきタクシー」旭線が運行開始。

## いきいきバス
- 運賃 - 大人200円、小人・障害者などは100円（いわさきICカード・RapiCaともに利用可）
- 運休日 - 日曜日及び1月1日 - 1月3日
- 運行委託 - 鹿児島交通

### 羽島・荒川線
- 串木野駅 - 曙町 - 酔之尾 - 照島保育所前 - 別府 - 神村学園前 - 酔之尾 - いちき串木野警察署 - 西島平町 - 緑町 - 市民文化センター - 商工会議所前 - 本町 - 市口 - 春日町 - 串木野駅 - 東塩田町 - 県営住宅前 - 野元 - 串木野西中前 - 勝利山 - 草良 - 荒川下 - 羽島白浜温泉入口 - 海土泊公民館前 - 羽島車庫 - 土川[1] - 土川交流センター

月曜日・水曜日・金曜日運転。
- フリー乗降区間：串木野西中前 - 草良 - 荒川下、万福 - 土川
- 運行回数：1日2往復（串木野駅→土川：第3便・第4便、土川→串木野駅：第1便・第2便）。

### 木原墓地線
- 串木野駅 - 曙町 - 大原 - 本町 - 漁協前 - さのさ荘（ホテルアクシアくしきの） - 串木野高校 - 西島平町 - いちき串木野警察署 - 酔之尾 - 木原墓地 - 木原墓地南口 - 串木野養護学校入口 - アクアホール - 市来農芸高校 - 市来小前 - 市来中前 - 市来駅

火曜日・木曜日・土曜日運転。
- フリー乗降区間：木原墓地 - 木原墓地南口
- 運行回数：1日3往復（串木野駅→市来駅：第1便・第3便・第5便、市来駅→串木野駅：第2便・第4便・第6便）。

## いきいきタクシー（事前予約制乗合タクシー）
- 利用の際は、利用したい便の電話予約が必要。予約は市街地方面の第1便は前日の20:00まで、他の便は乗車1時間前までに行う必要がある。
- 運賃 - 大人300円、小人・障害者などは150円
- 運休日 - 日曜日及び1月1日 - 1月3日
- 運行委託・予約業務委託 - 第一交通(川内)

### 串木野地域

#### 旭線
- 旭地区の郊外・深田下公民館と旭交流センター・旭小学校・串木野市街地の乗降場所（既存バス停40ヶ所）間を予約に応じて運行する。
- 運行回数：1日3往復

##### 対象公民館等
- 旭地区「地区内公民館全域」
- 深田下公民館地区

#### 冠岳・生福・上名線
- 冠岳・生福・上名の各地区の郊外と串木野市街地の乗降場所（既存バス停40ヶ所）間を予約に応じて運行する。
- 運行回数：1日3往復

##### 対象公民館等
- 冠岳地区「地区内公民館全域・冠岳交流センター・冠岳小学校・冠岳温泉・冠岳簡易郵便局」
- 生福地区「地区内公民館全域・生福交流センター・生冠中学校・生福郵便局・総合体育館(多目的グランド)・パークゴルフ場・脳神経外科センター」
- 上名地区「地区内公民館全域・上名交流センター・串木野小学校・串木野中学校・さのさ館」

#### 串木野市街地の乗降場所
- 既存バス停40ヶ所| [icon] | この節の加筆が望まれています。 |

### 市来地域

#### 川上線
- 川上方面の郊外と市来市街地の乗降場所（16ヶ所）及び串木野市街地の乗降場所（3ヶ所）間を予約に応じて運行する。
- 運行回数：1日3往復

##### 対象公民館地区
- 川上地区「中組・内門・木場・平木場・舟川前・舟川後・久福・松比良・中ノ平前・中ノ平後の各公民館地区」
- 湊地区「平向（鹿児島本線の線路より東側）・迫・安茶・牛ノ江・外戸の各公民館地区」
- 串木野地域「海瀬公民館地区」

#### 大里線
- 大里方面の郊外と市来市街地の乗降場所(16ヶ所)及び串木野市街地の乗降場所（3ヶ所）間を予約に応じて運行する。
- 運行回数：1日3往復

##### 対象公民館地区
- 川北地区「佐保井（いちき串木野市道佐保井線沿線のみ）・島内・宇都・門前・迫田前・木場迫・中福良・寺迫・下手中・陣ヶ迫・池ノ原の各公民館地区」
- 川南地区「松山・払山・松原・崎野・戸崎・堀・平ノ木場・中原の各公民館地区」

#### 市来市街地の乗降場所
- 市来駅
- 前田歯科前
- 市来中前（Aコープ大里店前）
- 市来小前
- 鹿児島銀行市来支店跡
- 市来農芸高校前（橋口整骨院前）
- 市来農芸高校前（ファミリーマート天狗屋市来店前）
- 市来郵便局前
- 鹿児島信用金庫串木野支店市来出張所
- いちきアクアホール
- 温泉センター前
- 市来えびす市場
- いちき串木野市役所市来庁舎
- 市来国民宿舎前（3号線）
- 八房橋
- 市来神社
- 南洲整形外科前
- 酔之尾
- 酔之尾西

## 車両

### いきいきバス
- 現在の使用車両
  - 三菱ふそうローザ
  - 日野レインボーRB
  - いすゞジャーニー

車両のメンテナンスなどで、代替車両を使用する場合がある。